# たむらや
株式会社たむらや（Tamuraya Co., ltd.）は、群馬県前橋市千代田町四丁目に本社を置き、主に漬物の製造・販売を行っている食品メーカー。大根・胡瓜・茄子・生姜の定番商品の他、「みそ漬ふりかけ」シリーズや「和豚もちぶたみそ漬」や「チーズみそ漬」などのヒット商品がある。特に、北海道十勝産のナチュラルチーズとたむらや謹製の味噌という発酵食品同士の組み合わせで生まれた「チーズみそ漬」は新聞・雑誌に取り上げられ、JAL国際線ビジネスクラスの機内食に採用されるなど注目を集めた。

## 沿革
- 1890年（明治23年） - 神奈川県横浜市にて、網元を務めていた高橋助次郎が食料品や薪や炭を扱う「米屋岩次郎」を創業する[4][5]。
- 1910年（明治43年） - 高橋助次郎が、一府十四県連合共進会の開催地であった前橋市を訪れ、2年後の前橋移住のきっかけとなる[4][5]。
- 1912年（明治45年） - 時化により商売で使う持ち船全てを失った高橋助次郎が、前橋へ移住する[4][5]。
- 1913年（大正2年） - 前橋市千代田町で佃煮や煮豆を商う「田村屋」を開店する[5]。
- 1945年（昭和20年） - 前橋大空襲で本店と若宮工場を焼失する[5]。
- 1950年（昭和25年） - 個人商店から「有限会社田村屋」に変更する[5]。
- 1955年（昭和30年） - みそ漬の製造を開始する[5]。
- 2005年（平成17年） - 「モッツァレラチーズのみそ漬」の販売を開始する[2]。

## 事業所
- 千代田町本店 - 群馬県前橋市千代田町4-9-5[6]
- 若宮店 - 群馬県前橋市若宮町2-3-17[6]
- 前橋南部店 - 群馬県前橋市公田町665[6]
- 高崎飯塚店 - 群馬県高崎市飯塚町458-1[6]
- 新宿高島屋店 - 東京都渋谷区千駄ヶ谷5-24-2[6]
- お食事処・甘味喫茶 たむらや南部店 - 群馬県前橋市公田町665[6]